# Notylia stenoglossa
Notylia stenoglossa är en orkidéart som beskrevs av Rudolf Schlechter. Notylia stenoglossa ingår i släktet Notylia och familjen orkidéer.
Artens utbredningsområde är Colombia. Inga underarter finns listade i Catalogue of Life.